# Гершельман Василь Сергійович

Василь Сергійович
Гершельман
(1884—1919)

Гершельман Василь Сергійович (1884–1919) — російський військовий діяч початку ХХ століття.

## Життєпис
Народився в 1884 році в сім'ї заслуженого генерала, Георгіївського кавалера Сергія Костянтиновича Гершельман. Вступив до Пажеського Його Імператорської Величності Корпус, який успішно закінчив і був проведений в офіцери 6 серпня 1904 з виходом в Лейб-гвардії Уланський Його Величності полк.
Брав участь у російсько-японській та Першій Світовій війні.
У Добровольчої Армії з листопада 1917 року. Учасник 1-го Кубанського (Крижаного) походу. З серпня 1918 командував Запасним кавалерійським полком. В кінці 1918 — початку 1919 ініціював і сформував у Криму (Лівадія) Зведено-Гвардійський кавалерійський дивізіон і був призначений його командиром.
20 лютого (6 березня) 1919 був смертельно поранений кулею в сонну артерію в бою в Північній Таврії в маєтку Асканія-Нова. Затиснувши рану однією рукою, інший продовжував писати останні розпорядження і незабаром помер.
Прах був похований з військовими почестями в стінах собору міста Катеринодара, Кубанської області.

## Нагороди
- Георгієвська зброя